# トランスジェンダーの医療ケア
トランスジェンダーの医療ケア（英語: transgender health care）とは、トランスジェンダーの人々に対する身体的および精神的な健康状態の予防、診断、治療。
トランスジェンダーのヘルスケアにおける主要な要素には、性別移行の医学的側面を意味するジェンダー・アファーミング・ケア（gender-affirming care）が挙げられる。
トランスジェンダーの医療ケアに関連する問題には、ジェンダーバリアンス、性別適合手術、暴力やメンタルヘルスに関連する健康リスク、世界の国々におけるトランスジェンダーの人々の医療アクセスが含まれる。ジェンダー・アファーミングケアには、心理的、医学的、身体的、社会的行動に関するケアが含まれる。ジェンダー・アファーミングケアの目的は、トランスジェンダー個人の望む性自認との一致の支援である。

## 歴史
1920年代、医師マグナス・ヒルシュフェルドは、性別違和やセクシュアリティを理解するための正式な研究を行い、社会から疎外されたコミュニティのために声を上げた。 彼の研究と業績は、性同一性、性表現、セクシュアリティに対する新しい視点を生んだ、社会規範に対する初の挑戦であった。研究に加えて、ヒルシュフェルドは「トランスヴェスティライト」という言葉を作り、それは現代では「トランスジェンダー」として知られている。残念ながら、ヒルシュフェルトの業績の拡散はナチス・ドイツ時代では叶わず、その結果多くのトランスジェンダーの人々が逮捕され、強制収容所に送られた。

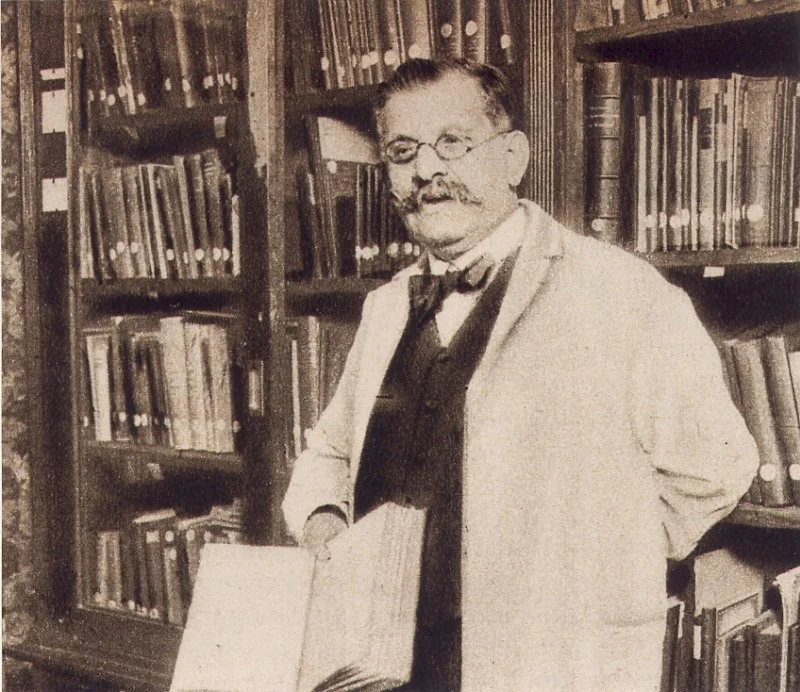
マグナス・ヒルシュフェルド博士、1919年

1966年、ジョンズ・ホプキンズ・ジェンダー・クリニックが開設された。このクリニックは、ホルモン補充療法、手術、心理カウンセリング、その他のジェンダー・アファーミング・ケアを提供し、トランスジェンダー医療への大きな一歩となった。このクリニックは、患者がジェンダー・アファーミング手術を受ける前に「リアルライフテスト」と呼ばれるプログラムを受けることを求めていた。リアルライフテストとは、ジェンダー・アファーミング手術の前に、患者が希望する性役割で生活することを要求するプログラムであった。しかし、1979年に新たに任命された精神科のディレクター、ポール・マキュー医師によってこのクリニックは閉鎖された。 長年にわたり、ジェンダー・アファーミング・ケアは「実験的」とされ、多くの施設がアクセスを拒否した。
その後、2010年にジェンダー・アファーミング・ケアの動きが再び活性化し、トランスジェンダー医療を擁護する動きが増加した。

## ジェンダーバリアンスの医学的特徴
ジェンダーバリアンスは、医学文献で「特定の性別に関して文化的に定義された規範の範囲外にあるジェンダーアイデンティティ、性表現、または行動」と定義されている。数世代にわたり、ジェンダーバリアンスは医学的には病理として見なされていた。 世界保健機関（WHO）は、2018年まで性別違和を国際疾病分類（ICD）で精神障害として認識していた。また、性別違和はアメリカ精神医学会の診断と統計マニュアル（DSM-5）にも掲載されており、以前は「トランス・セクシャル」や「ジェンダーアイデンティティ障害」と呼ばれていた。
2018年、ICD-11において「性別不合」という用語は「個人の経験した性別と割り当てられた性別との間に見られる顕著で持続的な不一致」として定義され、性別に関する行動や嗜好が必ずしも医療診断を意味するものではないことを示した。しかし、「性別違和」と「性別不合」の違いは、医学文献の中では必ずしも常に明確ではない。
いくつかの研究は、ジェンダーバリアンスを医学的状態として扱うことがトランスジェンダーの人々の健康に対して否定的な影響を与えるとし、他の精神症状を仮定するべきでないと主張している。一方、性別不合の診断が個人および社会レベルでトランスジェンダーの人々にとって重要であり、むしろ肯定的である可能性があると主張している研究もある。
トランスジェンダーを自認する、もしくは診断される人々を分類し、特徴付ける方法は様々であるため、これらの経験が全体人口においてどれほど一般的であるかを明確に推定することはできない。最近の系統的レビューの結果は、トランスジェンダーとして示される人々に関するデータ収集の範囲と方法論を標準化する必要性を強調している。

## トランスジェンダーの人々の医療ニーズ

### ジェンダー・アファーミング・ケア
トランスジェンダーの人々が性別移行を実施する選択肢は様々である。トランスジェンダー個人のための移行の選択肢は1917年から存在している。ジェンダー・アファーミング・ケアは、人々が自分のジェンダーアイデンティティに合致するように身体的外見や性別特徴を変えるのを支援するもので、トランスジェンダーホルモン療法や性別適合手術を含む。多くのトランスジェンダーの人々が身体的な移行を選択するが、ニーズは個人により異なるため、必須の移行計画は存在しない。予防医療は移行において重要であり、移行中のトランスジェンダーの人々には主治医によるケアが推奨される。

#### 資格
国際疾病分類（ICD-11）の第11版では、診断名は「性別不合」とされている。ICD-11では「性別多様な行動や嗜好だけでは診断を付けるための根拠にはならない」と記載されている。
一方、アメリカの精神疾患の診断・統計マニュアル（DSM）第5版では、これを「性別違和」と呼んでいる。また、診断が有効であっても、全てまたは一部の性別適合療法、特に外性器再建手術に対する希望がない、またはそのような治療の適切な候補者ではない人もいる。
性別違和の診断および治療の一般的な基準は、世界トランスジェンダー健康専門家協会（WPATH）によるトランスセクシャル、トランスジェンダー、および性別非適合者の健康に関するケア基準に記載されている。2023年2月時点で、最新の基準は第8版である。ケア基準によると、「性別違和は、個人のジェンダーアイデンティティが出生時に割り当てられた性別と身体的および/または社会的に異なることが原因で経験される苦痛や不快感を意味する…すべてのトランスジェンダーおよび性別多様な人々が性別違和を経験するわけではない。」ジェンダー・ノンコンフォーミングは性別違和とは異なり、ケア基準によれば病理ではなく、医療治療を必要としない。
インフォームド・コンセントモデルは、標準的なWPATHのアプローチの代替であり、性別移行に関する医療を求める人がメンタルヘルスや性別違和についての正式な評価を受ける必要がないというものだ。このモデルの支持派は、評価の要求を「門番的」「非人間的」「病理的」「トランスジェンダー体験に対する還元的な認識を強化する」と批判している。インフォームド・コンセントアプローチには、医療従事者とケアを求める人との間における、治療のリスクや結果、現在の科学的研究の理解、そして提供者がどのようにその人の意思決定をサポートできるかに関する対話が含まれる。
多くの国では、地域ごとのケア基準が存在する。

#### 治療段階ごとの資格
ケア基準ではメンタルヘルスの評価を必須としている一方、心理療法は絶対的な要件ではないが強く推奨されている。
ホルモン療法は、資格を持つ医療専門家によって開始されるべきものである。WPATHの基準による一般的な要件は以下の通り。
1. 持続的で十分に記録された性別違和
2. 治療に関する十分な情報を得た上で意思決定を行い、同意できる能力
3. 該当国での成人年齢（ただし、WPATHのケア基準は子供や青年について別途議論している）
4. 重大な医療または精神的健康上の懸念がある場合、合理的に管理されていること

ホルモン療法を開始する前には、少なくとも一定期間の心理的カウンセリングが必要とされることが多い。また、可能であれば、性役割が心理的に機能するかの確認を目的に、希望する性役割で一定期間生活することが求められる。一方で、一部のクリニックではインフォームド・コンセントのみをもとにホルモン療法を提供している。

#### 未成年者の資格
WPATHのケア基準では、一般的に患者が成人年齢に達していることを求めているが、子供や青年に関する別のセクションも設けられている。思春期前の子供にはジェンダー・アファーミング治療に対する医療介入は提供されない。思春期後は、性別不合の診断における特定の基準、インフォームド・コンセントの能力、精神的および身体的健康に基づき、個人に対して医療介入が行われることがある。

### ホルモン補充療法（ジェンダー・アファーミングホルモン療法）

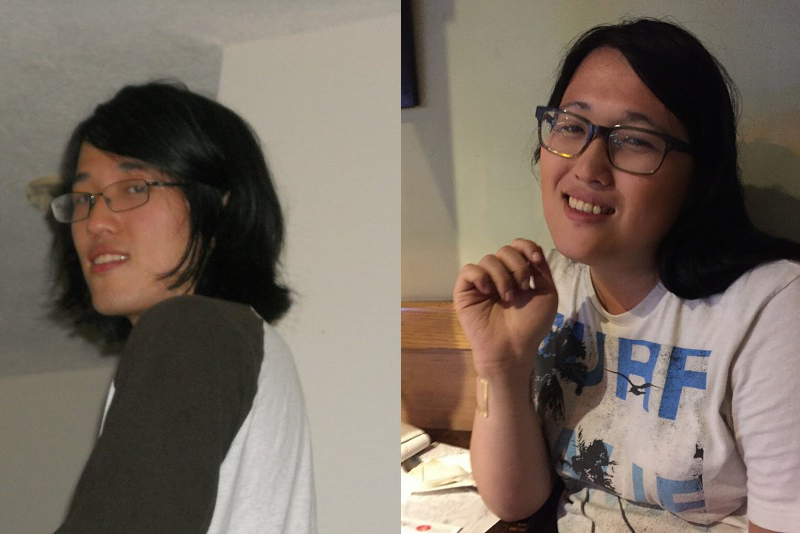
ホルモン補充療法開始前(左)と開始2年後(右)のトランス女性

ホルモン補充療法（HRT）は、主にトランスジェンダーの人々の性別違和の軽減に関係している。ホルモン療法は、二次性徴に作用する。トランス女性は通常、女性的な特徴を発達させ、男性的な特徴を抑制することを目的として、女性化療法を使用する。トランス男性は通常、男性的な特徴を発達させ、女性的な特徴を抑制することを目的とする男性化療法を使用する。
トランス女性には通常、エストロゲンとそれに補完的な抗アンドロゲン療法が処方される。UCSFトランスジェンダーケアによれば、「女性化療法で使用される主要なエストロゲンは17-ベータエストラジオールで、これは人間の卵巣から分泌されるホルモンと化学的に同一であるため、『生物学的に同一』なホルモンである。」抗アンドロゲン薬にはスピロノラクトンや5α還元酵素阻害薬であるフィナステリドやデュタステリドが含まれる。この治療により、乳房の形成、男性型の毛髪成長の抑制、脂肪分布の変化が促進され、また、睾丸のサイズの縮小や勃起機能の低下も引き起こす。
トランス男性には通常、外因性のテストステロンが処方される。テストステロンにはいくつかの製剤があり、アメリカ合衆国ではすべての製剤が内因性の睾丸由来のテストステロンと「生物学的に同一」である。男性化療法は、月経の停止、顔や体毛の増加、皮膚や脂肪分布の変化、筋肉量や性欲の増加が期待される。早ければ3ヶ月後には、声の低下や性器の変化（膣組織の萎縮やクリトリスのサイズの増大）など、他の効果も期待される。 性別移行の際の安全を確保するため、内分泌科医による定期的なモニタリングが強く推奨されている。
ホルモン補充療法へのアクセスは、当該治療へのアクセスがない場合と比較して、女性から男性への性別移行を行う人々の生活の質を改善することが示されている。女性化療法は、ウェルビーイングの向上にも寄与することが分かっている。興味深いことに、ある系統的レビューでは、「全体として、定性的な文献は、女性化ホルモン療法の開始後にはウェルビーイングにおいてポジティブな変化があったことを支持していたが、その変化はホルモンが心理社会的状態に与える直接的な影響というよりも、外見の変化に対する満足感に起因しているという前提で述べられることが多かった」と結論づけている。
生活の質は改善する一方、ホルモン補充療法、特に自己投薬には依然として危険が伴う。多くのトランスジェンダーの人々は、支援的で質の高い差別のない医療システムへのアクセスがない。そのため、GAHT（性別適合ホルモン療法）の唯一の選択肢として、専門家の指導なしに自己投薬（テストステロン、エストロゲン、抗アンドロゲンなど）を行うことがある。自己投薬に関する調査によると、自己投薬を行った人々は、高血圧などの既存の健康状態から悪影響を受ける可能性が高く、望ましい二次性徴の発達が遅くなることが分かった。他方、トランスジェンダーの人々のホルモン療法は、医療専門家による監督があれば、安全であることが医療文献で示されている。
手術を希望するトランスジェンダーの人々には、エストロゲンの女性化効果やテストステロンの男性化効果を維持したい場合、ホルモンを一生涯服用する必要があると伝えられることがある。ホルモンの投与量は通常減少するが、必要な効果を獲得し、健康を維持し、年齢を重ねる中で骨粗鬆症を防ぐために十分な量を確保するべきである。もしホルモンブロッカーを服用している場合は、これを完全に中止する。
ホルモン補充療法に伴うリスク因子（例えば、トランスジェンダー女性のプロラクチンレベルやトランスジェンダー男性の多血症レベル）の監視は、これらの治療を受けているトランスジェンダーの人々の予防医療において重要である。
2022年7月1日、アメリカ食品医薬品局（FDA）は、早発性思春期の治療に承認されているゴナドトロピン放出ホルモン作動薬が、偽脳腫瘍のリスク因子となる可能性があるとの情報を発表した。

### リプロダクティブ・ヘルスケア
患者と医師の間では、ホルモン補充療法が不妊に与える影響に関して誤解が生まれることが多い。一般的な誤解の一つに、ホルモン補充療法を開始すると自動的に不妊になるというものがある。実際には、ホルモン補充療法が生殖能力に影響を与えることはあるが、それが必ずしも完全なる不妊を意味するわけではない。トランス男性が妊娠し、中絶した事例は数多く存在する。ホルモン補充療法が不妊に影響を与え、避妊の一形態として作用するという誤解を避けるため、妊娠の選択肢について十分な情報を提供することが重要である。
トランス女性については、ホルモン補充療法を開始する前に精子の凍結保存を行うことができる。研究によると、トランス女性はシスジェンダーの男性に比べて運動性のある精子が少ない傾向があるため、将来的に生物学的な子供を持つことを期待する個人にとっては、妊娠能力の保存は大きな意味を持つ。ホルモン補充療法を始める前に妊娠能力の保存を考慮することは重要だが、ホルモン補充療法を一定期間中止すれば妊娠能力を回復する場合もある。
トランスジェンダーの若者に対しても、妊娠能力を保存する選択肢について教育することが重要である。なぜなら、その選択肢を実行する若者は少ない上に、トランスジェンダーの若者たちはトランスジェンダーのアイデンティティに関連する医療条件や治療による不妊に対する苦痛を報告しているからである。

### 性別適合手術
性別適合手術の目的は、トランスジェンダーの人々の二次性徴をその人の性同一性に一致させることである。ホルモン補充療法と同様に、性別適合手術も性別違和に対する対応として行われる。
世界トランスジェンダー健康専門家協会（WPATH）のケア基準は、ホルモン補充療法と比較して性別適合手術における必須条件の追加を推奨している。ホルモン補充療法はインフォームド・コンセントの署名のような単純な形態だけで行えるが、性別適合手術には資格を持つ治療者からの紹介状（陰茎形成術や膣形成術のような性器手術には2通の書簡）に加え、ホルモン治療、さらに性器手術の場合は日常生活における希望する性役割の12ヶ月間にわたる実践が求められることがある。WPATH基準は性別クリニックで広く使用されているが、法的効力を持つものではないため、多くの患者は手術を受ける際にすべての適格基準を満たしていない。

### 効果
治療を受けていないトランスジェンダーの人々は、一般人口と比較して高い割合で抑うつ、不安、依存症、そして自殺のリスクを抱えている。系統的レビューによると、ホルモン治療と性別適合手術はメンタルヘルスの改善と関連がある。 フォローアップ研究では、ほとんどのトランスジェンダーの人々が心理的、社会的、性的機能の改善を経験し、全体的な機能が向上し、 自殺念慮が著しく減少している。手術後のトランス患者の1％未満が手術を後悔している。一方、ジェンダー確認手術だけでは性別違和や自殺念慮が解消されない場合があり、手術に加えてさらなる精神的ケアが必要な場合もある。
一部の研究者は、手術後のメンタルヘルスの結果に関するさらに質の高い研究の必要性を指摘している。しかしながら、 ランダム化比較試験のような統計的に信頼性の高い研究デザインは、倫理的な懸念からトランスジェンダーの医療の特定の側面を研究する際には適用できない（例えば、ホルモン治療の長期的な効果をプラセボ群と比較して試験することは極めて非倫理的である）。

### デトランジション
稀に、ジェンダー・アファーミング治療を逆転もしくは中止する「デトランジション」を望むケースが存在する。理由としては、身体的な副作用、性自認に対する考えの変化、社会的な拒絶や差別が含まれる。デトランジションの過程についての研究は非常に少なく、デトランジションの実施方法については、さまざまな専門分野の医療従事者組織への相談が推奨されている。

## トランスジェンダーとHIV
世界的に見て、トランスジェンダーの人々はHIV感染率が不均衡に高い。アメリカ疾病予防管理センター（CDC）によると、2019年のアメリカでは新たにHIVと診断された患者の2%がトランスジェンダーであり、これはアメリカ人口のうちトランスジェンダーを自認する人々の0.3%という割合よりも高い。HIVの有病率は、トランスジェンダー男性よりもトランスジェンダー女性の方が高い。ある系統的レビューおよびメタ分析によれば、世界全体のHIV有病率はトランスフェミニンで19.9%、トランスマスキュリンで2.56%であった。トランスジェンダーの性労働はHIVリスクをさらに高め、アフリカやラテンアメリカ地域のトランスジェンダー集団はHIV有病率が高い傾向にある。
CDCおよび米国予防サービス専門作業部会（USPSTF）のガイドラインに従い、カリフォルニア大学サンフランシスコ校（UCSF）はすべてのトランスジェンダーに対し、少なくとも一度はHIV検査を受けることを推奨している。検査の頻度は個別のリスクに応じて繰り返されることがある。リスク評価は個人の性的行動に基づいて行われるべきであり、HIVリスク評価検査では個人の具体的な解剖学的特徴と、どのような性的行為や行動に関与しているかを考慮する必要がある。例えば、トランスジェンダー女性のHIV有病率は特に高く、リスク要因としては、トランスジェンダー女性が生物学的に男性のパートナーと受動的な肛門性交を行うことがよく挙げられる。HIVリスク要因の研究において、これらの個人は「男性と性交渉を持つ男性（MSM）」とグループ化される傾向があるが、これはHIV感染の生物学的脆弱性に共通のメカニズムがあると仮定されているためである。しかし、上記の仮定には問題点もあり、例えば、外部の解剖学的特徴とジェンダーを区別していないこと、トランスジェンダー集団に関する正確なデータの報告を阻害する可能性があることが挙げられる。
抗レトロウイルス療法（ART）による治療を受けているトランスジェンダーのHIV患者については、ARTとホルモン療法（特に女性化ホルモン療法）との間に薬物相互作用が生じるリスクがある。ARTと女性化療法との相互作用に関するデータは限られているが、標的の女性化療法にアクセスできない場合にトランスフェミニン個人が経口避妊薬を使用することがあり、その場合にARTと経口避妊薬が相互作用を起こすことが確認されている。 ワンサムらのレビューによると、「エチニルエストラジオールと、2つの主要なクラスの抗レトロウイルス薬（非ヌクレオシド逆転写酵素阻害剤（NNRTI）およびリトナビルで増強されたプロテアーゼ阻害剤（PI））との間には重大な薬物相互作用が存在する」とされている。エチニルエストラジオールは経口避妊薬で一般的に使用されているが、血栓塞栓症関連のリスクが高まるため、女性化療法には推奨されていない。

## トランスジェンダーの医療ケアのためのアドボカシー

### トランスジェンダー法センター
トランスジェンダー法センターは、2002年に設立された全米規模のトランスジェンダー主導の組織であり、法的支援、政策提言、コミュニティのエンパワーメントを通じて、トランスジェンダーおよびジェンダー・ノンコンフォーミングの人々の権利とウェルビーイングを擁護することを使命としている。トランスジェンダー法センターは、医療アクセス、教育、雇用、住居を含む複数の重要な分野で活動を展開している。
医療アクセスの改善に向けて、トランスジェンダー法センターは多岐にわたる取り組みを行っている。例えば、当該施設は、政策提言と訴訟活動を通じて、保険会社がジェンダー・アファーミング・ケアに対応することを義務付ける法律や規制を求め、トランスジェンダーの人々に対する差別的な慣行や政策と闘うための法的措置を講じている。また、トランスジェンダー医療の重要性、医療ケアへの障壁、未解決のニーズが現実世界の経験を反映するよう、公共意識の向上を目的としたキャンペーンの実施やコミュニティへの関与を進めることで、世間の認識を変え、必要な変革への支援を獲得することを目指している。
専門家向けには、医療従事者および他の専門職に対し、トランスジェンダーの人々への平等かつ適切な医療に対する意識を高め、これを促進するための教育やトレーニングを提供している。加えて、より多くのリソース提供に向けて、システム上の課題への対処や、トランスジェンダー医療の最適な実践方法に関するガイドや報告書の作成も行っている。さらに、当該施設は、医療差別に直面している人や、リソースや紹介先を必要としている人々に対し、直接的な支援（法的なものを含む）を提供している。

### ラムダ・リーガル
ラムダ・リーガルは1973年からLGBTQIA+の人々およびHIVと共に生きる人々の権利を擁護してきた、アメリカ合衆国の全国組織である。彼らは、連邦、州、地方のすべてのレベルにおけるLGBTQIA+の権利に関する政策の変革を目指し、保健当局と連携しながら、現行の規制やガイドラインがLGBTQIA+コミュニティのニーズに沿ったものとなるよう取り組んでいる。
特筆すべきは、ラムダ・リーガルの関与によって、医療の権利だけでなくトランスジェンダーの人々への保護拡大につながる数々の法的成功が達成されたことである。当団体はLGBTQIA+コミュニティおよびHIVと共に生きる人々のために法的代理を務めており、過去の案件から現在進行中の案件まで、そのすべてがウェブサイト上で公開されている。

### GLMA: LGBTQの平等を推進する医療従事者
GLMA（LGBTQの平等を推進する医療従事者）は、1981年に設立された世界最大かつ最古のLGBTQ医療専門家協会であり、かつては「ゲイ・アンド・レズビアン医療協会」として知られていた。
GLMAは、医療従事者がLGBTQの患者に適切なケアを提供するための知識とスキルを習得できるよう、リソースや教育プログラムを提供している。また、カンファレンスやワークショップを開催し、最新の研究や医療分野における新たな課題について議論する場を育んでいる。さらに、LGBTQを中心とした研究を実施し、健康格差やニーズを特定することで、エビデンスに基づく医療の実践やLGBTQの健康政策に関するガイドラインを発表している。

### トランスジェンダー・ヘルスセンター
カリフォルニア大学サンフランシスコ校（UCSF）にあるトランスジェンダー・ヘルスセンターは、2009年に設立され、トランスジェンダーおよびジェンダー・ノンコンフォーミングの人々の健康格差の改善を目的としている。トランスジェンダー・ヘルスセンターは、全米のトランスジェンダーのリーダーから成る全国諮問委員会であり、トランスジェンダーの健康に関する研究において専門知識を提供している。「トランスジェンダーおよびジェンダーノンバイナリーの人々のためのプライマリ・ケアおよびジェンダー・アファーミング・ケアのガイドライン」は、トランスジェンダー・ヘルスセンターによって作成されたガイドラインであり、トランスジェンダーの医療において広く用いられている臨床ガイドラインである。

## トランスジェンダーの家族における課題

### 暴力
トランスフォビアに由来する暴力や虐待は、トランスジェンダーの人々の身体的および精神的健康に特異な悪影響をもたらす。とりわけ、資源が限られている環境では、差別のない政策が不十分である、もしくは実施されていないことがあり、トランスジェンダーの人々は過酷なスティグマや暴力に直面し、それが健康への悪影響と関連している。グローバルノース諸国の研究では、トランスジェンダーの人々はシスジェンダーの人々と比較して、学校、職場、医療サービス、家庭において差別や嫌がらせを受ける割合が高いことが示されており、トランスフォビアがトランスジェンダーの身体的・精神的健康における主要な健康リスク因子となっている。
トランスジェンダーの人々にとって、カミングアウトはしばしば迫害につながる。トランスジェンダーの個人は、ジェンダー規範の遵守を強いられた結果、仲間や親からの迫害に遭いやすくなる。グロスマンとドーゲリによる研究では、トランスジェンダーの若者は、嫌がらせや差別の経験を理由に、身体的および性的暴力に直面する恐怖を抱いていると報告されている。また、若者たちは自分たちの個人的な特性ではなくジェンダーやセクシュアリティだけで周囲から判断されると訴えている。さらに、多くの若者が、絶え間ない嫌がらせのために学校を中退したり、学業成績の低下を経験している。迫害の開始年齢は平均で13歳、身体的虐待は平均14歳で始まるとされている。
パートナーからの暴力について、ペイツマイヤーらが行った研究では、対照群と比較して、トランスジェンダーの人々は身体的および性的な暴力を経験する割合が3倍高いことが判明した。パートナーからの暴力は、心理的健康の低下や性的健康の悪化など、数々の健康結果のリスク因子となる。
社会的要因がトランスジェンダーやジェンダー・ノンコンフォーミングの人々の健康にもたらす影響に関するデータは限られている。しかしながら、トランスジェンダーやジェンダー・ノンコンフォーミングの人々は、健康状態の悪化や医療サービスの利用における制限についてのリスクが比較的高く、医療サービス内外における暴力、孤立、その他の差別がその原因となっていることが分かっている。
その重要性にもかかわらず、予防医療へのアクセスは差別や無視といった要因によって制限されている。若年トランスジェンダー女性のHIV治療アクセスに関する研究では、治療を受けない主な要因の一つとして、不適切な名前や代名詞の使用が挙げられた。さらに、全国トランスジェンダー差別調査のメタ分析では、「その他のジェンダー」という選択肢を選んだ回答者のうち3分の1以上が、偏見や社会的な影響への恐怖から一般的な医療を避けていたことが明らかになった。

### メンタルヘルス
トランスジェンダーの人々は、「性別違和」、すなわち自らの性自認と生物学的な性が一致しないことによる苦痛や悲しみを経験することがある。性別違和は一般的に、性別移行の前に最も強く現れ、社会的、医学的、あるいはその両方の方法で望む性別への移行を始めると、多くの場合、その苦痛は軽減される。
トランスジェンダーの人々は、ジェンダー規範に反することでいじめを受ける場合がある。いじめの影響に関する研究では、いじめがメンタルヘルスの悪化と関連していることが示されている。過去のいじめ経験は、うつ症状の増加や自己肯定感の低下を予測する要因となる。また、ある研究では、学校の仲間や職員にカミングアウトした人々は、いじめを受けたにもかかわらず、心理的な健康状態が良い傾向にあったことが示された。いじめの影響には、薬物乱用のリスク増加、飲酒運転などの危険行動、性的危険度の高い行動の増加が含まれる。また、特にLGBTQの人々においては、欠席率の増加や成績不振にもつながる。身体的な症状としては、腹痛、食欲不振、睡眠障害、血圧の上昇などが現れることもある。こうした思春期の経験は成人後にも悪影響を及ぼすことがあり、うつ病、自殺未遂、人生への満足度の低下などが挙げられる。
トランスジェンダーの人々は、不安障害やうつ病と診断される可能性が一般人口に比べて著しく高い。 複数の研究により、トランスジェンダーの人々におけるうつ病や不安の高い発症率は、制度的な差別や支援の欠如が一因である可能性が示唆されている。また、トランスジェンダーの人々が、自らの性自認が受容され、支援を受けられる家庭環境で生活すると、これらの発症率が一般人口のそれに近づく傾向があることが示されている。
さらに、トランスジェンダーコミュニティでは自殺率が非常に高いことが多くの研究で報告されている。アメリカで6,450人のトランスジェンダーを対象に行われた研究では、41%が自殺未遂の経験があると報告され、これは全国平均の4.6%と比べて著しく高い数値である。同じ調査によれば、特定の人口層においてこの割合はさらに高く、18歳から24歳のトランスジェンダーの若者が最も高い割合を示した。 調査において、多民族の背景を持つ人々、教育水準が低い人々、年間収入が低い人々は、自殺未遂の割合が高い傾向にあった。特に、トランスジェンダー男性は、自殺未遂のリスクがトランスジェンダー女性よりも高い集団であることが示されている。その後の調査では、ノンバイナリーの人々の自殺未遂率は、トランスジェンダー男性と女性の中間に位置することが示された。また、成人後にデトランジション（出生時に割り当てられた性別での生活に戻ること）を経験したトランスジェンダー成人は、これを経験しなかった成人と比べて、自殺未遂のリスクが著しく高い 。
複数の研究において、トランスジェンダーの人々における少数派ストレスと精神疾患（うつ病など）の発症率の上昇との関連が示されている。 拒絶されることへの恐れは、トランスジェンダーおよびジェンダー・ノンコンフォーミングの人々にとって深刻なストレス要因となりうる。トランスジェンダーの人々におけるメンタルヘルスの問題は、自傷行為、薬物使用、希死念慮や自殺未遂の高い発生率と関連している。

### 健康上の体験
トランスジェンダーの人々は、医療サービスにおけるネガティブな経験の結果として性自認に対するスティグマが強化されることがあるという意味で、脆弱な患者集団である。ジェームズ・クック大学の研究者による系統的レビューによれば、調査参加者の75.3%が、性自認に基づいたケアを求めて医師の診察を受けた際にネガティブな経験をしたと報告している。トランスジェンダーの人々は、医療サービスへのアクセスにおいてさまざまな障害に直面している。例えば、公共空間における安全性や制度的支援の欠如、医療に関する否定的な経験、知識を持った医療専門家の不足、医療を受ける際の差別、さらには医療サービスや健康保険の適用を拒否されることなどがあり、これらは健康や生活の質に対して悪影響を与えている。
研究者による調査で、トランスジェンダーの参加者は、スティグマや偏見、障壁、差別を経験し、その結果として治療を避けたり遅らせたりすることが報告されている。例えば、救急外来で医療を求めたトランスジェンダー男性は、病院の職員から何度も女性と呼ばれ、最終的に病院を去ることになり、必要なケアを受けることができなかった。さらに、「トランスジェンダーの参加者は、性自認を開示する際に、差別や不適切なケアを予期して恐怖を感じたと報告した」。また、性別認識を反映した医療介入、プライマリケア、予防医療を求めるトランスジェンダー患者は、適切な訓練を受け、知識を備えた医療従事者の不足のために、深刻な困難に直面していた。中には、知識のある臨床医からケアを受けるためにに長距離移動を要した、プライマリケア提供者と会う前に必要な治療や懸念点を学ばなければならなかった、適切な医療サービスへのアクセス欠如のために性別適合ための非処方のホルモン治療を受けなければならなかったという報告もある。さらに、メンタルヘルスに関するサービスを利用しようとしたトランスジェンダーの成人は、トランスジェンダーであることが精神疾患の一形態だと非難され、そのためサービスを避けるようになったという。 これは、トランスジェンダーの人々が精神障害の高い発生率を持つことが示されているため、残念な事態である。Hermaszewskaらによる系統的レビューでは、「一部のトランスジェンダーの人々は、より法的に保護され、社会に受容される国へ移住せざるを得ない状況にある」と報告されている。最後に、多くのトランスジェンダー患者が、保険会社のポリシーとの対立により、医学的に必要な予防医療における健康保険の適用を拒否されたり制限されたりすることがある。これらは、医療サービスでのトランスジェンダー患者の経験を示す一部の例であり、トランスジェンダーの健康と健康経験に関する継続的な研究が、健康格差の存在を示している。
多くのトランスジェンダー患者が医療環境で直面するネガティブな経験の一因に、医療従事者や学生がトランスジェンダー特有の知識を欠いていることや、医療専門学校においてトランスジェンダーの健康に関する教育が統合されていないことが挙げられる。医療専門家は、トランスジェンダーの健康経験において非常に重要な役割を果たす。 研究者は、健康格差に立ち向かい、トランスジェンダー個人の医療体験を改善するための戦略として、カリキュラムにおけるトランスジェンダーの健康についての教育と訓練の導入に加え、トランスジェンダー特有のニーズへの対応が提案されると述べている。この戦略により、医療専門家や学生は、適切な訓練のもとにトランスジェンダーへの支援とケアの提供についての知識と能力を備えることが期待されている。また、別の文献レビューにおいて、トランスジェンダーの医療ニーズに対応する際にジェンダー・アファーミング・ケアとトランスジェンダーにとって包括的な医療を統合し、トランスジェンダーの健康と医療経験、格差、障壁に焦点を当てたさらなる研究を行うことが、トランスジェンダー個人に平等な医療を提供して健康状態を改善するのみならず、医療の利用促進、ケアの質の向上、全体的なウェルビーイングを向上する方法であると示唆されている。

### 臨床環境
UCSFのトランスジェンダーケアセンターのガイドラインでは、トランスジェンダーやノンバイナリーの患者にとって、選択した性自認の可視性が重要であることが述べられている。まず、安全な環境を作るために、医療歴の中で個人の性自認と出生時の性別を区別した上で、性自認に関するデータを収集するという、二段階のプロセスを踏むことが重要である。そして、患者に対しては、希望する名前や代名詞、法的文書で使用される他の名前を尋ねることが一般的な技法として推奨されている。さらに、シスジェンダーでない性自認の可視性は、クリニックの職場環境にも関連している。例えば、受付スタッフや医療助手は患者と接するため、ガイドラインでは適切な訓練への参加が推奨されている。さらに、少なくとも1つのジェンダーニュートラルなトイレを設置することで、ノンバイナリーの性自認を持つ患者への配慮を示すことができるとされている。
医師がトランスジェンダーの症状をその人の性別移行と結びつけて誤診をする現象は、「トランス・ブロークンアーム症候群」と呼ばれる。この症候群は、特にメンタルヘルスの専門家の間でよく見られるが、すべての医学分野で発生し得る。性別移行に関連した原因の誤った調査は、患者を苛立たせ、治療の遅延や拒否を引き起こすことがある。また、誤診や不適切な治療法の処方に繋がることもある。医師が症状の原因をトランスジェンダーホルモン療法であると誤認することは、患者にホルモンの服用を中止するよう間違って勧めることにも繋がる。トランス・ブロークンアーム症候群は、医療保険を提供する会社が、トランスジェンダー患者への治療費の支払いを拒否する原因にもなる。この場合、保険会社は支払い拒否の理由として、患者がトランスジェンダーであれば精神的・身体的な健康問題は避けられないか治療不可能であること、もしくは患者がトランスジェンダーであることに基づき治療の実験性が高いことを挙げることがある。『ザ・セージ・エンサイクロペディア・フォー・トランス・スタディーズ』によると、トランス・ブロークンアーム症候群は、トランスジェンダーの人々に対する差別の一形態である。2021年にトランスアクチュアルが行った調査によると、イギリスの57%のトランスジェンダーの人々が、病気になった際に医師に診てもらうのをためらったと報告している。2014年には、イギリスでカウンセリングを受けたトランスジェンダーのうち43%が、「治療を求める目的ではないにもかかわらず、カウンセラーがトランスジェンダーに関する問題を探ろうとした」と述べている。

### 保険
トランスジェンダーの人々は、医療保険によるジェンダー・アファーミング医療への保障が欠如しているため、疾患による負担の増加に直面している。シスジェンダーの人々と比較して、トランスジェンダーコミュニティは保険加入率が低く、医療ニーズの高さにも関わらず民間および公的保険による保障を拒否されるという障害に直面している。アメリカ合衆国トランスジェンダー調査（USTS）によると、トランスジェンダーの20％が、保険によるジェンダー・アファーミング・ケアの保障を部分的にしか受けられない、またはまったく受けられないと報告している。保険による保障がない場合、トランスジェンダーコミュニティは多額の自己負担費用を抱えることになる。保険保障の欠如は、患者の医療ニーズを否定し、経済的不安定を引き起こしている。
上記のような保険に関する課題は、トランスジェンダーの人々が医療費を理由に医療サービスを避ける結果につながる。アメリカ合衆国トランスジェンダー調査（USTS）によると、トランスジェンダーの37.6％が、費用を理由に予防健診や医療機関を訪問する機会を逃したり、避けたりしたと報告している。疾患時の負担が増大した結果、トランスジェンダーの集団では、身体的・精神的な健康状態の悪化や、呼吸器疾患（例えば喘息）が見られる割合が高いことが統計で示されている。
トランスジェンダーの健康や経済的安定への影響に加えて、患者に関する真の情報を反映するため、保険会社は記録の変更を拒否することがある。多くの保険会社が、個人の記録における名前や性別の変更を拒否しており、これがトランスジェンダーの人々を受容しながら医療を提供することへのさらなる障害となっている。
ジェンダー・アファーミング・ケア対応の保険
アメリカ合衆国の多くの保険会社は、ホルモン補充療法（HRT）や手術を含むジェンダー・アファーミング・ケアに対応している。しかし、この保障は条件付きであり、プランの特典、雇用主、州といった多くの要因に依存する。カリフォルニア州では、ほとんどの保険会社がジェンダー・アファーミング・ケアの保障禁止を防止されているが、他の州ではこのような制限がなく、この医療を除外することができる。それぞれのプランやポリシーが、ジェンダー・アファーミング・ケアの保障内容を明示している。多くの保険会社は、ジェンダー・アファーミング・ケアにおいて一般的でFDA承認済みのホルモン補充療法をカバーしている。医師が名の通ったホルモン補充療法を推奨する場合、保険会社は推奨理由、費用、ポリシー、医療ニーズに基づき、条件付きで承認する。
日本では2018年（平成30年）4月1日の平成30年度診療報酬改定により、性別適合手術や乳房切除など性同一性障害の手術療法に対する健康保険の適用が開始されている。ただし、脱毛や豊胸、顔の女性化形成など適用範囲に入らない施術もある。また、認定施設での治療への保険適用の限定やホルモン治療との混合診療などの課題も存在する。

## 国別の医療へのアクセス状況
トランスジェンダーの人々にとって、プライマリケアおよび二次医療へのアクセスは依然として断片的であり、グローバル・ヘルスにおける課題の一つとなっている。医療サービスへのアクセスは、トランスジェンダーの医療への支援に大きく依存し、また、南北問題などに由来する経済格差によって形成された世界的な健康格差の影響を受けている。

### アフリカ

#### 南アフリカ
性別移行、メンタルケア、その他トランスジェンダーに関する問題への医療アクセスは非常に限られており、南アフリカには包括的なトランスジェンダー医療クリニックが1つしか存在しない。さらに、性別移行へのアクセスは、いわゆる「ゲートキーピング」によって制限されるだけでなく、トランスジェンダーに関する分野について南アフリカの精神科医や心理学者が持つ知識が相対的に少ないことで、さらに複雑化している。

### アジア

#### タイ
性別適合手術は1975年からタイで行われており、タイはこうした手術を求める患者にとって世界的に最も人気のある目的地の一つである。二次性徴抑制剤や交差性ホルモンも未成年者に提供されている。タイにおいて、トランスジェンダーの人々は人気のエンターテインメントやテレビ番組、ナイトクラブのパフォーマンスなどに頻繁に登場するが、依然として他の人口と比較してさまざまな法的権利が欠如しており、社会から差別を受けることがある。
トランスジェンダー女性（カトゥーイ）は、トランスジェンダー医療クリニックへのアクセスが少なく、また高額な費用のため、適切に処方されていないホルモンを用いている。さらに、トランスジェンダー男性は、テストステロンなどのホルモンへのアクセスが困難であり、カトゥーイ向けのホルモンほど容易に入手できない。その結果、調査対象のカトゥーイのうち4分の3がホルモン治療を受けていた一方、トランス男性のうちホルモン治療を受けているのは3分の1に過ぎなかったと報告されている。

#### 中国本土
2017年に北京LGBTセンターと北京大学が実施した調査によると、ホルモン治療を希望する1279人の回答者のうち、71％がジェンダー・アファーミング医療に関する安全で信頼できる情報の取得や、医師の指導によるホルモン補充療法を受けることが「困難」「非常に困難」「事実上不可能」と感じていると答えたホルモン補充療法薬の入手先としては、回答者の66％が「オンライン」を、51％が「友人」を挙げた。同様に、性別適合手術へのアクセスも限られており、手術を必要としている回答者の89.1％が実現できていないと報告された。
2022年12月1日、中国国家薬品監督管理局は、シプロテロン酢酸エステル、エストラジオール、テストステロンのオンライン販売を禁止した。これらはトランスジェンダーのホルモン補充療法で最も一般的に使用されるホルモンおよび抗アンドロゲン剤である。

### ヨーロッパ

#### スペイン
スペインではトランスジェンダーに対する公的医療サービスが利用可能であるが、一部の手術については公的医療制度で対応すべきか議論が続いている。アンダルシア州は、1999年に性別適合手術や乳房切除術を含む性別適合手続きの承認を最初に行った地域であり、その後、他のいくつかの地域でも同様の制度の整備が行われた。スペインには、トランスジェンダーの患者の診断と治療を専門に扱う複数の分野横断クリニックが存在し、アンダルシア・ジェンダー・チームもその一例である。2013年時点で、スペイン国内外から4000人以上のトランスジェンダー患者が治療を受けている。
2007年以降、スペインでは18歳以上のトランスジェンダーが、少なくとも2年間ホルモン補充療法を受けている場合に限り、公的記録や文書上の氏名および性別を変更することが認められるようになった。

#### スウェーデン
1972年、スウェーデンは法律上の性別を変更可能にする法律を導入したが、性別変更を希望する者が不妊手術を受け、精子や卵子を保存しないという条件があった。これ以外には法律上の性別の変更に手術は求められなかった。1999年、スウェーデンで強制的に不妊手術を受けた人々は、賠償を受ける権利を得た。しかし、法的な性別の変更のための不妊手術の要件は残った。2013年1月、スウェーデンでは強制的な不妊手術が禁止された。
個人の健康状態や希望に応じて、さまざまな治療法や手術が利用できる。現在、強制的な治療法は存在しないが、合法の性別移行治療（例：ホルモン補充療法や胸部手術による胸組織の増加もしくは除去）を受けるためには、トランス・セクシャルまたは性別不合の診断が必要であり、少なくとも1年間の治療が求められる。この間、患者はすべての職業的、社会的、個人的な場面で希望する性別として過ごさなければならない。男性から女性への性別移行を希望する患者には、ジェンダー・クリニックによるウィッグや人工乳房の提供が推奨されている。患者の評価には、可能な場合には、患者の家族やその他の近しい人物との面談も含まれる。患者は、「心理社会的側面」によって治療を拒否されることがあり、患者が選んだ職業や婚姻状況がその理由となることもある。
トランス・セクシャルまたは性別不合の診断を受けた個人は、評価チームや他の医師とともに自分に合った治療法を決めることができる。スウェーデンでは、性別移行に関する薬代や医師の診察代は高額医療費助成制度で対応されており、手術費用はかからない。患者が支払う診察料やその他の治療費は、実際の費用のごく一部に過ぎない。
法律上の性別および個人番号を変更したい場合は、社会庁から許可を得る必要がある。18歳未満のノンバイナリーの人々に対しては、利用可能な医療が制限されており、法的な性別を変更したり、性別適合手術を受けたりできない。
スウェーデンでは、誰でも性別移行のためであっても、名前をいつでも変更することができる。
2017年1月27日まで、トランス・セクシャルは疾患の一つに分類されていた。それより2ヶ月前の2016年11月21日、約50人のトランス活動家がスウェーデン社会庁のストックホルム・ラールムスヴェーゲンにある事務所に押し入り、占拠した。活動家たちは、トランスジェンダーおよびインターセックスの人々に対する国、医療機関、そして社会庁の扱いについて、自分たちの声を聞いてほしいと要求した。
スウェーデンのカロリンスカ研究所は、国内で二番目に大きな病院システムを運営しているが、2021年3月に16歳未満の子どもには二次性徴抑制剤や交差性ホルモンを提供しないことを発表した。さらに、カロリンスカ研究所は、16歳から18歳のティーンエイジャーには、承認された臨床試験以外では二次性徴抑制剤や交差性ホルモンを提供しない方針に変更した。2022年2月22日、社会庁は、二次性徴抑制剤は「例外的なケース」にのみ使用すべきであり、その使用は「不確かな科学」に基づいていると述べた
しかし、スウェーデンの他の医療機関は引き続き二次性徴抑制剤を提供しており、どの治療が推奨されるかは医師の専門的判断に基づいて決まる。若者は、医師が医学的に必要と判断した場合、ジェンダー・アファーミング・ケアを受けることができる。この治療はスウェーデンでは禁止されておらず、国の医療サービスの一部として提供されている。

#### オランダ

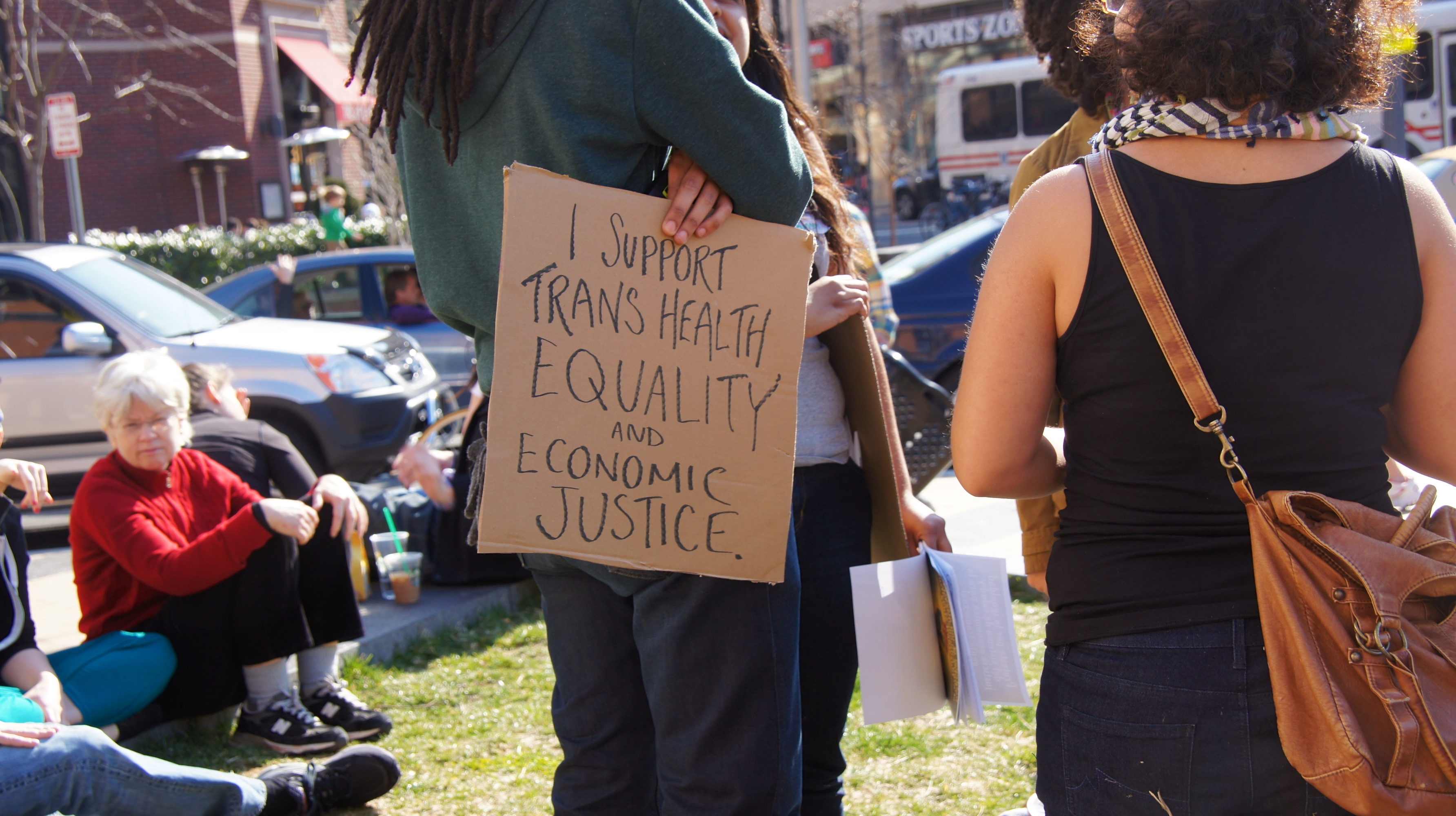
トランスジェンダーの医療アクセスの平等化を求める集会における看板

オランダでは、ジェンダーに関する治療は国の医療保険制度の下で第三保険者によって対応されており、これにはレーザー脱毛、性別適合手術（SRS）、顔面女性化手術、ホルモン治療が含まれている。ホルモンは、16歳以上の患者を対象に、学術病院に所属する認可を受けた内分泌専門医によって処方される。思春期が始まる通常の年齢である12歳からは、二次性徴抑制剤が処方可能である。
オランダの保健福祉・スポーツ省は、二次性徴抑制剤をトランスジェンダーの思春期（少なくともタナー段階II）に使用することを推奨するガイドラインを発表しており、その使用にはインフォームド・コンセントと内分泌学者の認可が必要である。このガイドラインは2016年に発表され、以下のオランダの医療団体によって支持されている。
- オランダ内科医協会[153]
- オランダ家庭医協会）[153]
- オランダ心理学会[153]
- オランダ小児科協会[153]
- オランダ産婦人科協会）[153]
- オランダ形成外科協会[153]
- オランダ精神科協会[153]
- トランスビジー（トランスジェンダー患者団体）[153]

#### イギリス
1999年、イギリスの高等裁判所は、ノース・ウェスト・ランカシャー医療機関対A、D、Gの訴訟において3人のトランスジェンダー女性に有利な判決を下した。このトランスジェンダー女性たちは、1996年から1997年にかけて性別適合手術を拒否されたことを受けて、ノース・ウェスト・ランカシャー医療機関を訴えた。この判決は、イギリスでトランスジェンダー手術が公の法廷で議論された初めての判例であり、原告側の弁護士であるスティーブン・ロッジはこれを「英国におけるトランスジェンダーの権利の法的認知を求める闘争における画期的な出来事」と述べた。この判決は、イングランドおよびウェールズにおいて、トランスジェンダーに関する性別適合手術に対して一律の禁止を課すことが違法であることを意味している。
2013年イギリス国民保健サービス（NHS）により実施されたジェンダー・アイデンティ・クリニックのサービスに関する調査によると、同クリニックを利用しているトランスジェンダーの人々の94％が治療に満足しており、友人や家族にクリニックを勧めるだろうと答えた。しかしながら、この調査はNHSのクリニックを利用しているトランスジェンダーの人々に焦点を当てており、NHSのサービスに不満を持つ人々が当該クリニックを利用しているとは考えにくいため、生存者バイアスの影響を受けていると言える。一方、他のNHSのプログラムには問題があり、回答者のほぼ3分の1が地域における精神科治療の欠如を報告している。NHSが提供する選択肢は地域によって異なり、イングランド、スコットランド、ウェールズ、北アイルランドでわずかに異なるプロトコルが使用されている。イギリス外では、プロトコルや利用可能な選択肢は大きく異なる。
さらに、トランスジェンダー医療の待ち時間は長期化する傾向にある。患者にはGP(イギリスのかかりつけ医）からの紹介を受けて18週間以内に治療を開始する権利があるが、2020年の時点でジェンダー・アイデンティ・クリニックへの平均待ち時間は18ヶ月であり、13,000人以上が当該クリニックでの診察予約を待っていた。

先立って2020年6月30日、NHSはウェブサイトを更新し、二次性徴抑制剤が「完全に可逆的であり、治療は通常いつでも中止できる」という記述を、「性別不合の子供に対するホルモンや二次性徴抑制剤の長期的な副作用についてはほとんど知られていない」という記述に置き換えた。
イギリスおよびウェールズの高等法院によるBell対 Tavistockの判決では、16歳未満の子供は二次性徴抑制剤に関するインフォームド・コンセントを与える能力がないと判断されたが、この判決は2021年9月に控訴裁判所によって覆された。
2022年、イギリス医師会は二次性徴抑制剤に対する制限に反対したが、NHSは依然として16歳未満の子供に対する二次性徴抑制剤の使用を中央機関により管理された臨床研究に限定した。
2024年4月のキャス報告書は、性別不合に対する二次性徴抑制剤の広範な使用を正当化する十分な証拠がないと述べ、この治療が苦痛の軽減および心理的機能の改善にもたらす効果についての証拠を示すために、さらなる研究が必要であるとした。これにより、NHSイングランドおよびNHSスコットランドにおける二次性徴抑制剤の臨床試験以外での提供に事実上のモラトリアムが課され、その後、イギリスにおける二次性徴抑制剤の私的処方が禁止された。
2024年5月時点で、18歳未満の新規患者に対する性別不合の治療を目的とした私的医療機関における二次性徴抑制剤の処方は、議会での法律改正により禁止されており公的な国営医療であるNHSでも使用は早期に中止され、キャス報告書の影響を受けて、臨床研究試験での使用を除いては禁止されている。
2024年7月、総合診療医学院は、18歳未満の患者に対して臨床試験以外で二次性徴抑制剤を処方するべきではなく、性別適合ホルモンの処方は専門医に委ねるべきだと述べ、キャス報告書の推奨事項の完全な実施に賛同する姿勢を見せた。
すでにNHSイングランドを通じて二次性徴抑制剤を受けている子供たちは、治療を続けることができる。イングランドでは、2025年初めに二次性徴抑制剤に関する臨床試験が予定されている。

##### スコットランド
スコットランドには4つのNHSスコットランドのジェンダー・アイデンティ・クリニック（成人向け）があり、未成年者向けの別のサービスも提供されている。スコットランドの国家ジェンダー・アイデンティティ臨床ネットワークは、2021年に、複数の患者が紹介から最初の予約まで2年以上待たされていたことを報告した。公衆衛生大臣マリー・トッドは、スコットランド政府が「ジェンダー・アイデンティティに関する医療サービスを利用するための不当な待機時間」を減らしたいと述べている。先行研究は待機時間の長さに対する患者の不満がを示しているが、治療の体験全体に関する意見はおおむね肯定的であり、特にホルモン療法と手術に関してはポジティブな結果が目立った。

### 北アメリカ

#### カナダ
2016年に発表された、オンタリオ州の16歳以上のトランスジェンダー住民を対象にした研究では、回答者の半数が家庭医とトランスジェンダーに関する問題について話すことに消極的であることが分かった。さらに、2013年から2014年にかけて全国規模で行われた若年層（14～18歳）および成人（19～25歳）のトランスジェンダーとノンバイナリーに関する調査では、若年層の3分の1と成人の半数が必要な身体的治療を受けられなかったと報告しており、また、家庭医がいる回答者のうち、15％だけがトランスジェンダー問題について非常に快適に話すことができると感じていた。
カナダのすべての州は一部の性別適合手術に対して資金提供をしており、2016年のニューブランズウィック州を最後にすべての州で保険適用が開始された。手術を行う外科医が少ないため、手術の待機時間は長くなることがある。モントリオールのクリニックが唯一、すべての手術を提供している。保険適用は、顔面女性化手術、喉頭隆起削除術、レーザー脱毛といった性別移行関連の手術には一般的に提供されていない。また、2024年1月、アルバータ州首相ダニエル・スミスは、18歳未満の未成年者に対する性別適合手術、16歳未満の未成年者に対するホルモン治療および二次性徴抑制剤の使用を禁止する計画を発表した。
カナダ小児科学会によると、「現状、二次性徴抑制剤は適切に使用されれば安全であり、患者の精神的および心理社会的健康を幅広く視野に入れて検討すべきであることが判明している」とされている。

#### メキシコ
2016年7月にランセットで発表された研究によると、調査に参加したトランスジェンダーの人々のほぼ半数が、医学に基づいた監督なしに身体を変える手術を受けたと報告されている。性別移行関連の医療は、メキシコの全国健康保険プランでは対応されていない。さらに、メキシコの公共の医療機関で、トランスジェンダーの人々に無料でホルモンを提供している機関は1つだけである。メキシコにおけるトランスジェンダーの治療は、HIVやその他の性感染症の予防に焦点を当てている。
加えて、ランセットの研究は、メキシコにおける多くのトランスジェンダーの人々が、社会から疎外されているゆえに身体的な健康問題を抱えていることを発見した。この研究の著者たちは、トランスジェンダーの精神障害としての分類を停止するよう、世界保健機関に提案している。
2020年6月、メキシコ政府は「レズビアン、ゲイ、バイセクシュアル、トランスセクシュアル、トランスベスタイト、トランスジェンダー、インターセックスの人々への医療サービスアクセスにおける差別のないプロトコルと特定医療に関するガイドライン」を発表した。このガイドラインは、政府が運営する医療施設で使用される。また、ガイドラインは、性的指向、ジェンダー・アイデンティティもしくは性表現の特定が幼年期で行われることがあると述べており、したがって、適切な場合にはトランスジェンダーの未成年者に対する二次性徴抑制剤や交差ホルモンの使用を治療法として考慮するよう、医療施設や医師に推奨している。さらに、このガイドラインに加え、複数のメキシコの州は民法を改正し、18歳未満のトランスジェンダーの人々に対して性別適合医療を権利として認めるようにした。

#### アメリカ
トランスジェンダーの人々は、特に医療の場面でさまざまな種類の差別に直面している。フィラデルフィアで行われたトランスジェンダーのニーズに関する調査では、26%の回答者がトランスジェンダーであるために医療を拒否され、52%の回答者が医療サービスの利用は困難であると感じていることが判明した。性別移行に関する治療に加えて、トランスジェンダーおよび性別不合の人々は、ワクチン接種、婦人科ケア、前立腺検診、その他の年次治療などの予防医療が必要である。上記の治療の利用制限には、法律上の性別に関する保険の適用範囲の問題など、さまざまな要因が関与している。
「アフォーダブルケア法」（通称オバマケア）が講じたLGBTコミュニティに対する差別禁止措置を通じて、保険へのアクセスを改善した。しかし、アフォーダブルケア法の適用範囲外にある保険は同法の要件に従う必要はないため、トランスジェンダー男性の婦人科検診のような予防医療に保険が適用されない場合がある。
2020年代初頭から、アメリカの13州がトランスジェンダーの若者に対する性別適合医療を禁止し、いくつかの州では成人への治療制限も強化している。2024年1月には、いくつかの共和党議員が性別適合医療の全面禁止を望むと表明している。

### 南アメリカ

#### コロンビア
トランスジェンダー女性の売春婦は、経済的な問題を理由に、性別移行に関する身体的な治療の利用が困難であると述べており、性別移行に関連するもの・関連しないもの両方を含む経済的負担を軽減するために売春業に従事している。しかし、売春業に従事しているにもかかわらず、コロンビア政府は売春婦に性の健康や人権に関する教育を受けるよう要求しているため、売春が合法とされる「寛容区域」で働く売春婦はHIV感染のリスクが低い。

## トランスジェンダーの若者
トランスジェンダーの青少年や若者における性別移行の選択肢は、トランスジェンダー成人に比べて大幅に少ない。思春期前のトランスジェンダーの若者は、ジェンダーに沿った外見をしたり、異なる名前や代名詞で呼ばれることを求めるなど、さまざまな社会的変化を経験することがある。医学的な移行の選択肢は、子どもが思春期に入る頃から利用可能になる。医師のチームによる綿密な監督のもと、二次性徴抑制剤が使用され、思春期の影響を抑えることができる。
トランスジェンダーの若者のメンタルヘルスについても数々の研究が実施されている。例えば、差別はトランスジェンダーの若者のメンタルヘルスに深刻な影響を及ぼすことが分かっている。具体的には、家族からの支援の欠如、学校での拒絶、仲間からの虐待は強力なストレス要因となり、メンタルヘルスの悪化や薬物乱用につながることがある。サンフランシスコで行われた研究では、トランスジェンダーへの偏見や人種的偏見の高さが、うつ病、心的外傷後ストレス障害（PTSD）、希死念慮の増加と関連していることが示された。
2018年のレビューでは、トランスジェンダーの青少年に対するホルモン治療が、意図した身体的効果を達成できることが示唆された。GnRH修飾薬が精神に及ぼす効果は高く、全般的な機能、うつ病、および行動・感情面の問題を含む複数の心理的指標において大幅な改善が見られた。さらに、2023年1月に発表された2年間の研究では、トランスジェンダーおよびノンバイナリーの若者の性自認に基づいたホルモン治療は「外見の一致度および心理社会的機能を改善する」ことが明らかになった。また、オランダにおけるトランスジェンダーの青少年を対象にした研究では、若年期にホルモン治療を開始した参加者の98%が成人後もその治療を継続していたことが示された。
2024年2月、アメリカ心理学会（APA）は、トランスジェンダーやノンバイナリーといった多様な性別の子ども、青少年、および成人に対する医療およびエビデンスに基づく臨床治療へのアクセス障壁の解消を支持し、治療の利用を制限する禁止措置および政策に反対する政策声明を承認した。

## トランスジェンダーの高齢者
トランスジェンダーの高齢者は、医療システムや介護施設において、医療従事者がトランスジェンダーの人々に対して文化的に配慮したケアを提供する準備が十分でない場合があるからため、ケアへのアクセスやその質において困難に直面することがある。トランスジェンダーの人々は、異性愛規範的な個人と比べて、限られた支援の下で年を重ねる結果、よりスティグマにさらされる環境で過ごすリスクがある。医学文献では、トランスジェンダーの人々が人生の早い段階でうつ病や孤立を経験するという否定的な側面が描かれることが多いが、一方で、いくつかの研究では高齢のLGBT成人が包摂感、安心感、コミュニティの支援を感じたという証言も見られる。
男性化および女性化を目的としたホルモン療法が、トランスジェンダーの高齢者の健康に与える影響に関するデータは限られている。テストステロンおよびエストロゲンのレベルは加齢とともに低下する。そのうえ、性ホルモンのレベルや高齢であること自体が、がんや心血管疾患、その他の病態のリスク因子として挙げられている。高齢者におけるホルモン療法のリスクと効果を評価するためには、さらなる調査が必要である。